# Тим Федерле
Тим Федерле (на английски: Tim Federle) е американски драматург, режисьор, сценарист и писател на произведения в жанра социална драма, хумор, детска литература и документалистика.

## Биография и творчество
Тим Федерле е роден на 24 март 1980 г. в Сан Матео, Калифорния, САЩ. Отраства в Питсбърг, а по-късно се премества в Ню Йорк за преследване на творческата си кариера. Участва като актьор, танцьор и певец в популярните мюзикъли „Малката русалка“ и „Джипси“. Той е един от хореографите на мюзикъла „Били Елиът“, в който изпълнява и второстепенни ансамблови роли.
Първата му книга „Текила Присмехулник : Коктейли с литературен привкус“ е издадена през 2013 г. Тя е сборник с рецепти за коктейли подправени със забавни коментари, остроумия и житейски истории.
През 2013 г. е издаден и първият му роман „По-добър Нейт от всякога“ от едноименната поредица. Герой на историята е 13-годишния Нейт Фостър, който живее в Питсбърг и мечтае да стане звезда на Бродуей. С подкрепата на приятелката си и театрален ентусиаст Либи Рене, и докато родителите му отсъстват, двамата отиват в Ню Йорк, за кастинг на бродуейска адаптация. Книгата става бестселър. През 2022 г. романът е екранизиран в едноименната музикална семейна комедия с участието на Джошуа Басет и Лиса Кудроу. Втората книга от поредицата, „Пет, шест, седем, Нейт!“, е обявена за най-добра книга за 2014 г. от Американската асоциация на търговците на книги и от Амазон, и печели награда „Ламбда“ за ЛГБТ юношеска литература през 2015 г.
През 2016 г. той работи като сълибретист по едноименната адаптация на научнофантастичния роман „Безсмъртните Тък“ за музикална сцена, който е успешно представен в Атланта и на Бродуей.
През 2017 г. адаптира детската книга на Мънро Лийф „Историята на Фердинанд“ за анимационния филм „Бикът Фердинанд“. От 2019 г. участва като сценарист на сериала „Училищен мюзикъл: Мюзикълът: Сериалът“, създаден по едноименния филм на режисьора Кени Ортега.
Тим Федерле е открит гей и живее в Лос Анджелис.

## Произведения

### Самостоятелни романи
- The Great American Whatever (2016)[1][2]

### Поредица „По-добър Нейт от всякога“ (Better Nate Than Ever)
1. Better Nate Than Ever (2013)[1][2]
2. Five, Six, Seven, Nate! (2014) – награда „Ламбда“
3. Nate Expectations (2018)

### Сборници
- Summer days & summer nights (2016) – с Вероника Рот, Касандра Клеър, Дженифър Е. Смит, Лий Бардуго, Лев Гросман, Стефани Пъркинс, Либа Брей, Бранди Колбърт, Джон Сковрон, Нина Лакор и Франческа Лия Блок
“Сувенири“ в „Летни дни и летни нощи : 12 любовни истории“, изд.: „Сиела“, София (2016), прев. Деница Райкова

### Детска литература
- Tommy Can't Stop! (2015)[1]

### Документалистика
- Tequila Mockingbird : Cocktails with a Literary Twist (2013)[1][2]
- Hickory Daiquiri Dock (2014)
- Gone with the Gin (2015)
- Life Is Like a Musical (2017)
- How I Resist (2018) – с Морийн Джонсън
- Are You There God? It's Me, Margarita (2018)

### Екранизации
- 2017 Бикът Фердинанд, Ferdinand – анимационен, с озвучаване на Джон Сина и Дейвид Тенант, сценарий[2][4]
- 2020 High School Musical: The Musical: The Holiday Special
- 2022 Better Nate Than Ever
- 2019 – 2023 High School Musical: The Musical: The Series – тв сериал, 38 епизода[2]